# مقترحات السلام الأمريكية الروسية بشأن سوريا
تشير مقترحات السلام الأمريكية-الروسية بشأن سوريا إلى عدة مبادرات أمريكية-روسية، بما في ذلك اقتراح مشترك بين الولايات المتحدة وروسيا صدر في مايو 2013 لتنظيم مؤتمر للحصول على حل سياسي للحرب الأهلية السورية. توسط في المؤتمر في النهاية الأخضر الإبراهيمي، مبعوث الأمم المتحدة للسلام في سوريا.
في أعقاب هجمات الغوطة الكيميائية في أغسطس 2013، والتي تسببت في انتقاد دولي للترسانة الكيميائية السورية، توصلت الولايات المتحدة وروسيا إلى اتفاق بشأن إطار القضاء على الأسلحة الكيميائية السورية.
ولكن بحلول عام 2015، أفادت CNN أن هناك 500 فرد عسكري على الأقل في سوريا، وأن روسيا قد أرسلت المزيد من القوات إلى سوريا. أعلنت الولايات المتحدة أنها ستراقب عن كثب تحركات روسيا في سوريا.

## الجدول الزمني

### مقترحات 2013
تم إصدار اقتراح مشترك بين الولايات المتحدة وروسيا في مايو 2013 لتنظيم مؤتمر سلام حول سوريا.
ناقش أندرو تابلر من معهد واشنطن لسياسة الشرق الأدنى فعالية المفاوضات والمؤتمر المحتمل، حيث صرح قائلاً: «تستخدم واشنطن المؤتمر لكسب الوقت، ولكن كسب الوقت مقابل ماذا؟ البلد يذوب».

### جنيف 2
مؤتمر جنيف 2 هو مؤتمر سلام مدعوم من الأمم المتحدة عقد في جنيف في يناير 2014 بهدف وقف الحرب الأهلية السورية وتنظيم فترة انتقالية وإعادة الإعمار بعد الحرب.
في اجتماع سابق في جنيف في 30 يونيو 2012 (أي «جنيف 1»، وافقت «القوى الكبرى» على مبدأ الانتقال السياسي، «لكنها فشلت في وقف الحرب». يتمثل الهدف الرئيسي لجنيف 2 في جعل جميع الأطراف تتفق على مبدأ الحل السياسي، ثم تبني خطة كوفي عنان للسلام واجتماع 30 يونيو 2012.

### اتفاقية التخلص من الترسانة الكيميائية
بعد هجمات الغوطة الكيميائية في سوريا في أغسطس 2013، بدأ الكونغرس في الولايات المتحدة مناقشة الترخيص المقترح لاستخدام القوة العسكرية ضد الحكومة السورية للرد على استخدام الأسلحة الكيميائية (SJRes 21)، على الرغم من تأجيل التصويت على القرار إلى أجل غير مسمى وسط معارضة العديد من المشرعين والاتفاق المبدئي بين أوباما والرئيس الروسي فلاديمير بوتين على اقتراح بديل، تعلن بموجبه سوريا وتسلم أسلحتها الكيميائية لتدميرها تحت إشراف دولي.

### عروض وقف إطلاق النار 2016

#### وساطة الولايات المتحدة وروسيا في قرار مجلس الأمن لوقف إطلاق النار، فبراير 2016
في 26 فبراير 2016، اعتمد مجلس الأمن التابع للأمم المتحدة القرار 2268 الذي طالب جميع الأطراف بالامتثال لشروط الصفقة الأمريكية الروسية بشأن «وقف الأعمال العدائية». دخل وقف إطلاق النار حيز التنفيذ في 27 فبراير 2016. بحلول يوليو 2016، كان وقف إطلاق النار هذا قد تلاشى في معظمه وتصاعد العنف مرة أخرى.

#### وساطة الولايات المتحدة وروسيا لوقف إطلاق النار سبتمبر 2016
في 10 سبتمبر 2016، توصلت روسيا والولايات المتحدة إلى اتفاق بشأن وقف لإطلاق النار بين حكومة الأسد السورية وائتلاف تدعمه الولايات المتحدة لما يسمى ب «جماعات المعارضة السورية الرئيسية» بما في ذلك المجموعة الشاملة "لجنة المفاوضات العليا"، اعتبارًا من 12 سبتمبر، مع الاتفاق بشكل مشترك على مواصلة الهجمات على جبهة فتح الشام (جبهة النصرة السابقة) وداعش. قال وزير الخارجية الروسي سيرجي لافروف إن روسيا والولايات المتحدة طورتا خمس وثائق لإتاحة التنسيق في القتال ضد جبهة فتح الشام وداعش وإحياء الهدنة السورية الفاشلة في شكل جديد.
ولكن في 16 سبتمبر، اندلع أعنف قتال منذ أسابيع في ضواحي دمشق وعادت الهجمات الجوية في أماكن أخرى في سوريا. يوم السبت 17 سبتمبر، اتهمت روسيا الجماعات التي تدعمها الولايات المتحدة بانتهاك وقف إطلاق النار 199 مرة، وقالت إن الأمر متروك للولايات المتحدة لوقفها وبالتالي إنقاذ وقف إطلاق النار.
في وقت لاحق من يوم 17 سبتمبر، قصفت طائرة تابعة للتحالف الذي تقوده الولايات المتحدة مع الدنمارك وبريطانيا وأستراليا، الجيش السوري بالقرب من الأراضي التي يسيطر عليها داعش في شمال سوريا، مما أسفر عن مقتل ما بين 90 و106 من جنود الجيش السوري وجرح 110 آخرين، وهو الأمر الذي أثبت للحكومة السورية أن «الولايات المتحدة وحلفائها يتعاونون مع المسلحين». بينما زعمت الولايات المتحدة أن القنابل التي تعرضت لها قوات الأسد كانت عن طريق الخطأ، بينما قالت روسيا إنها كانت عن قصد. وفي 18 سبتمبر، عاد القصف أيضًا في حلب.
الاثنين 19 سبتمبر، أعلنت حكومة الأسد أن وقف إطلاق النار انتهى، ويرجع ذلك أساسًا إلى هجمات التحالف بقيادة الولايات المتحدة على قوات الأسد. بعد فترة وجيزة قُصِفت قافلة غذائية تابعة للأمم المتحدة بالقرب من حلب أو أُطلق عليها النار، ولم يكن من الواضح من الذي قام بذلك.
في 3 أكتوبر، أعلنت الولايات المتحدة تعليق المحادثات مع روسيا حول تنفيذ الاتفاق، مما يمثل نهاية لاتفاق وقف إطلاق النار. 